# کریس سایمون
کریس سایمون (انگلیسی: Chris Simon; ۳۰ ژانویهٔ ۱۹۷۲ – ۱۸ مارس ۲۰۲۴) بازیکن هاکی روی یخ اهل کانادا بود که سابقه بازی در باشگاه‌هایی مانند کلگری فلیمس و نیویورک رنجرز داشت.